# Randy Brecker
Randal "Randy" Edward Brecker (ur. 27 listopada 1945 w Cheltenham, Pensylwania) – amerykański trębacz jazzowy i flugelhornista. Pięciokrotny laureat nagrody amerykańskiego przemysłu fonograficznego Grammy. Nagrywał z takimi artystami jak Billy Cobham, Bruce Springsteen, Charles Mingus, Blood, Sweat and Tears, Horace Silver, Frank Zappa, Chris Parker, Jaco Pastorius, Dire Straits i wielu innymi. Grał także na pierwszym albumie Blood, Sweat & Tears – Child Is Father to the Man, lecz odszedł z grupy, razem z założycielem Alem Kooperem i trębaczem Jerrym Weissem.
Randy Brecker jest starszym bratem saksofonisty jazzowego Michaela Breckera, z którym grał w zespołach Dreams i Brecker Brothers.

## Dyskografia
| - Blood Sweat & Tears: Child Is Father to the Man (1968) - Score (1969) - Horace Silver Quintet In Pursuit of the 27th Man (1972) - The Brecker Brothers The Brecker Brothers (1975) - The Brecker Brothers Back to Back (1976) - The Brecker Brothers Don't Stop the Music (1977) - The Brecker Brothers Heavy Metal Bebop (1978) - The Brecker Brothers Detente (1980) - The Brecker Brothers Straphangin (1981) - Amanda (1985) |  | - In the Idiom (1986) - Live at Sweet Basil (1988) - Toe to Toe (1990) - The Brecker Brothers Return of the Brecker Brothers (1992) - The Brecker Brothers Out of the Loop (1994) - Into the Sun (1995) - Horace Silver Quintet A Prescription for the Blues (1997) - Hanging in the City (2001) - 34th N Lex (2003) - Some Skunk Funk (2005, z Michaelem Breckerem) - Night in Calisia (2012, oraz Włodek Pawlik Trio i Orkiestra Symfoniczna Filharmonii Kaliskiej) – platynowa płyta w Polsce - Night In Calisia Live (2014) – platynowa płyta DVD w Polsce |

## Filmografia
- "More to Live For" (jako on sam, 2010, film dokumentalny, reżyseria: Noah Hutton)[7]
- "Jaco" (jako on sam, 2015, film dokumentalny, reżyseria: Stephen Kijak, Paul Marchand)[8]

## Nagrody i wyróżnienia
- 1997 - Grammy - Best Contemporary Jazz Performance, Instrumental - Also cont. Jazz Perf. Vocal or Instrumental - Into the Sun[4]
- 2003 - Grammy - Best Contemporary Jazz Album - 34th N Lex[4]
- 2006 - Grammy - Best Large Jazz Ensemble Album - Some Skunk Funk[4]
- 2008 - Grammy - Best Contemporary Jazz Album - Randy in Brasil[4]
- 2013 - Grammy - Best Large Jazz Ensemble - Night in Calisia[4]